# Roihupelto
La zone Industrielle de Roihupelto (en finnois : Roihupellon teollisuusalue, en suédois : Kasåkers industriområde, ) est une section du quartier de Vartiokylä à Helsinki en Finlande.

## Description
Comme son nom l'indique c'est une zone d'activités industrielles.

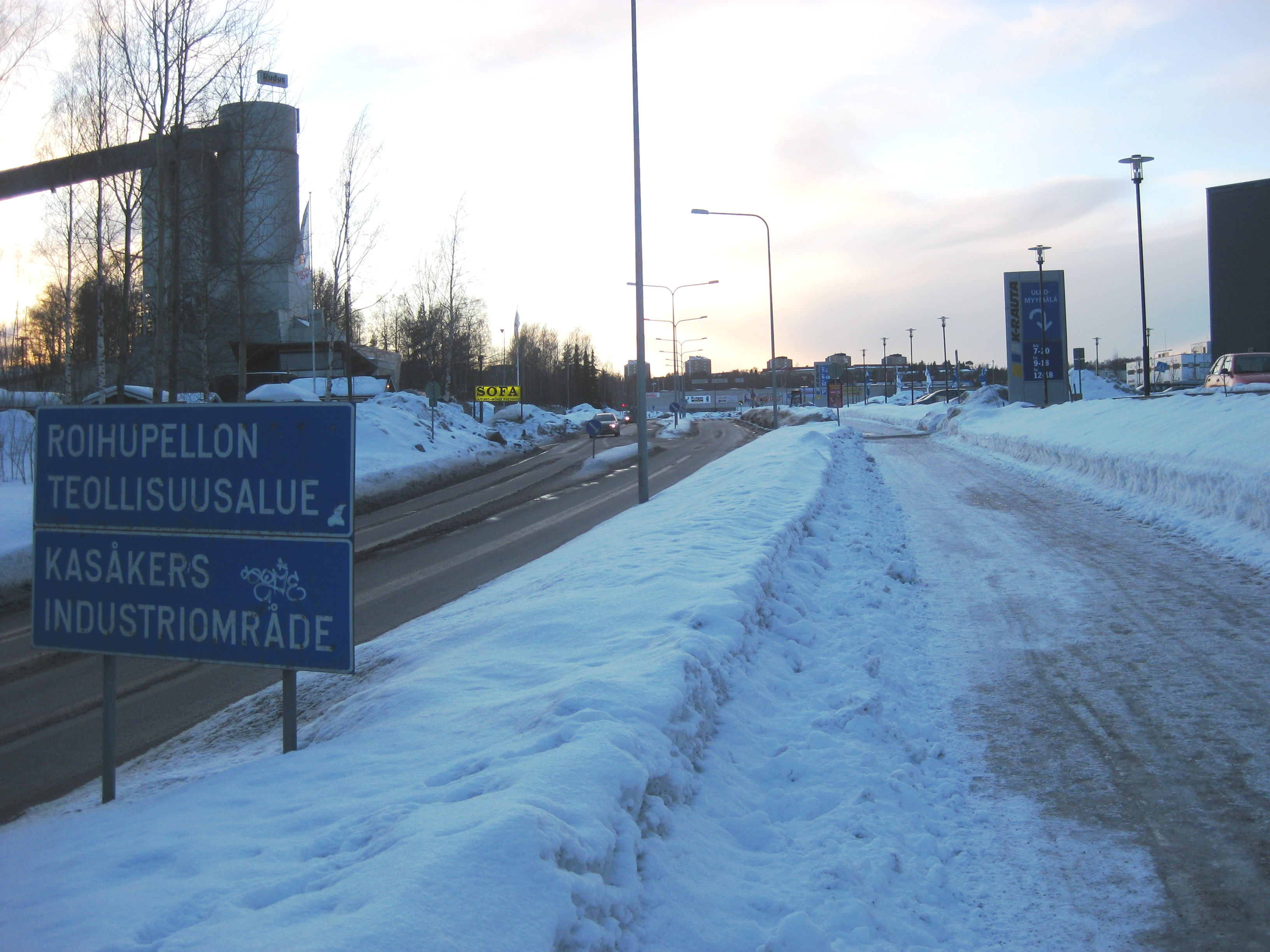
La Zone Industrielle de Roihupelto.

La zone industrielle de Roihupelto a une superficie est de 0,87 km2, sa population s'élève à 25 habitants(1.1.2010) et il offre 4 020 emplois (31.12.2008).
La zone est desservie par les bus 58 et 80 ainsi que par la runkolinja 550.

## Galerie

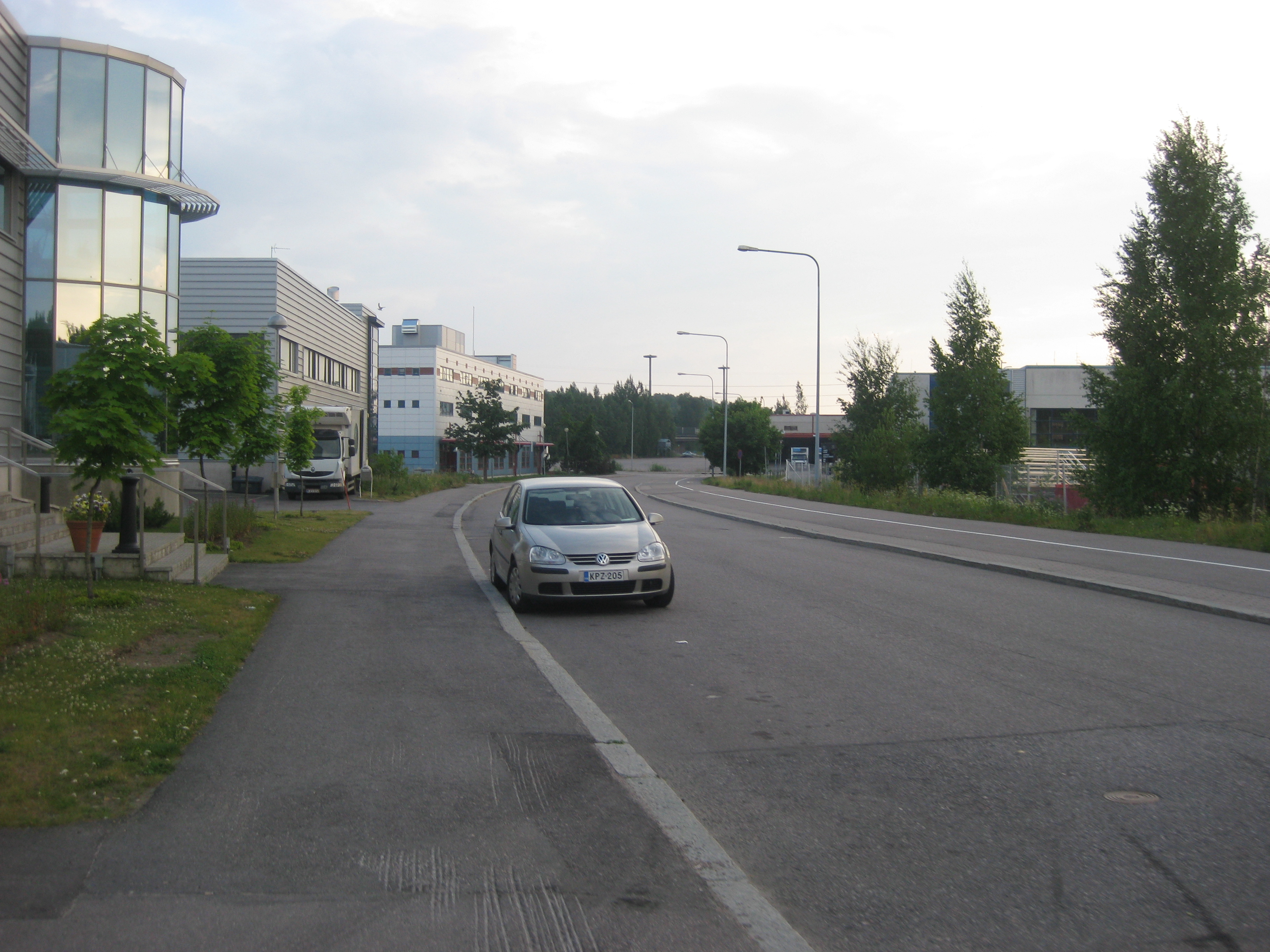
Rue Holkkitie dans la ZI de Roihupelto.
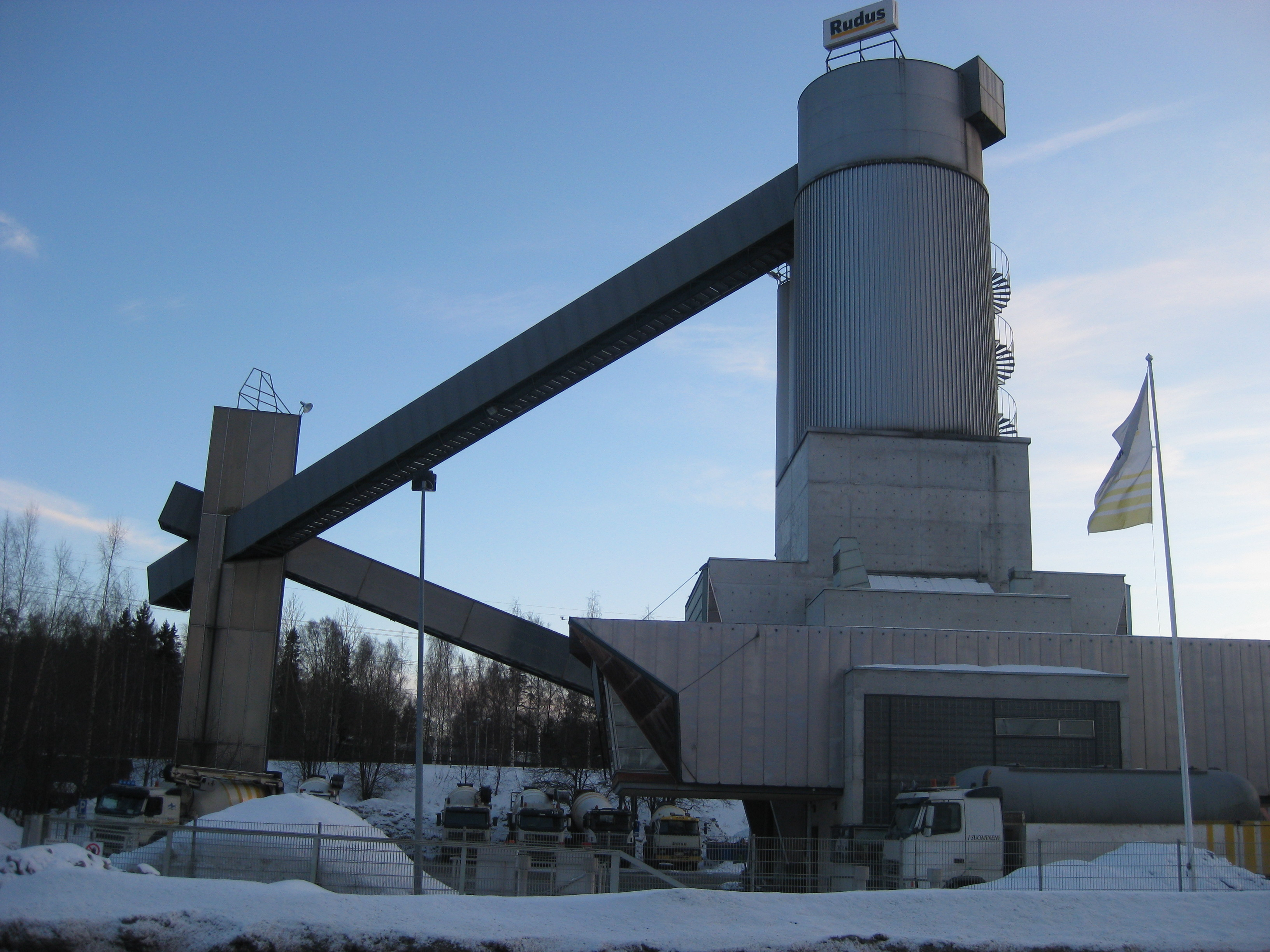
Cimenterie.
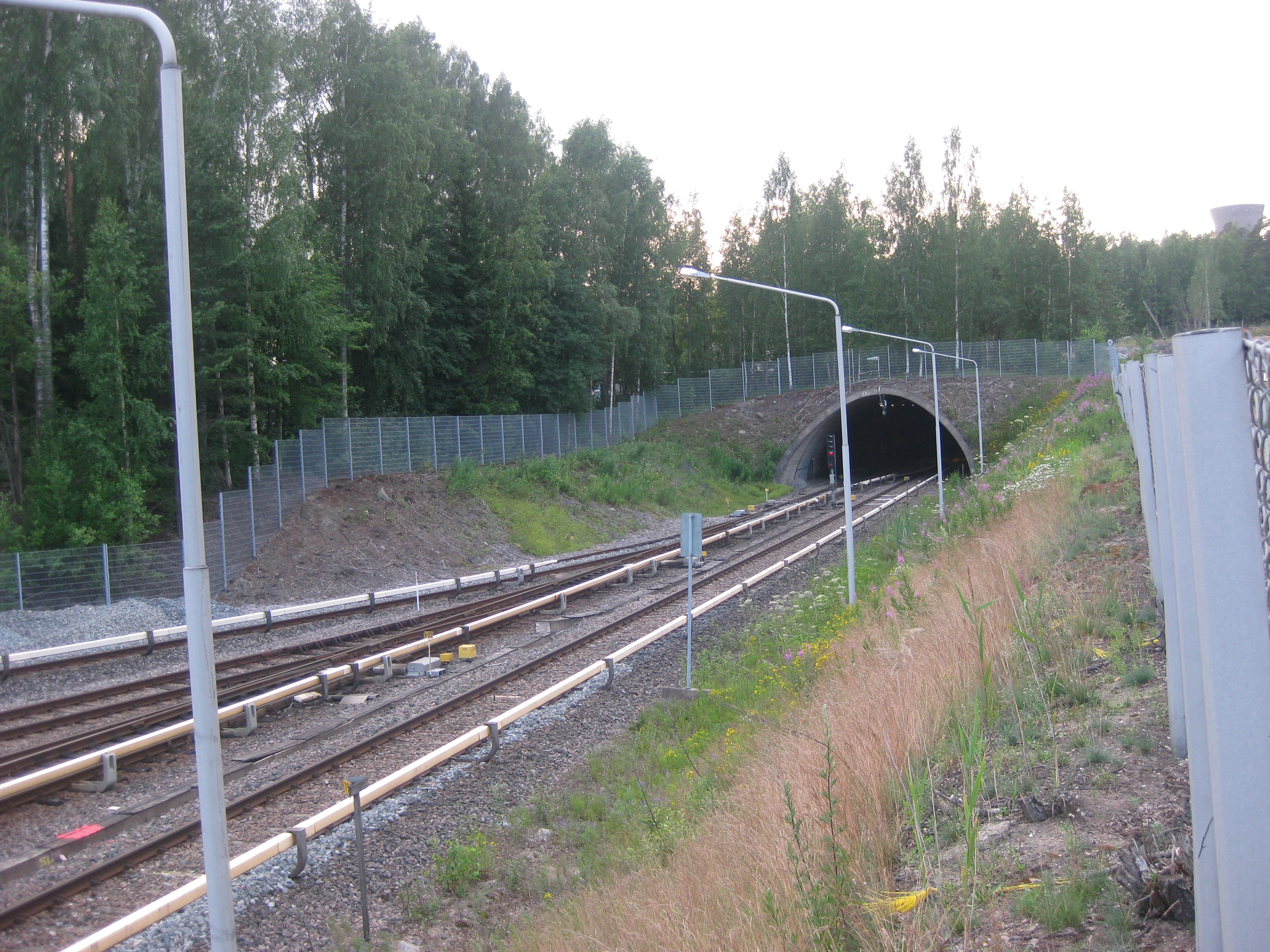
Tunnel du dépôt du métro d'Helsinki.
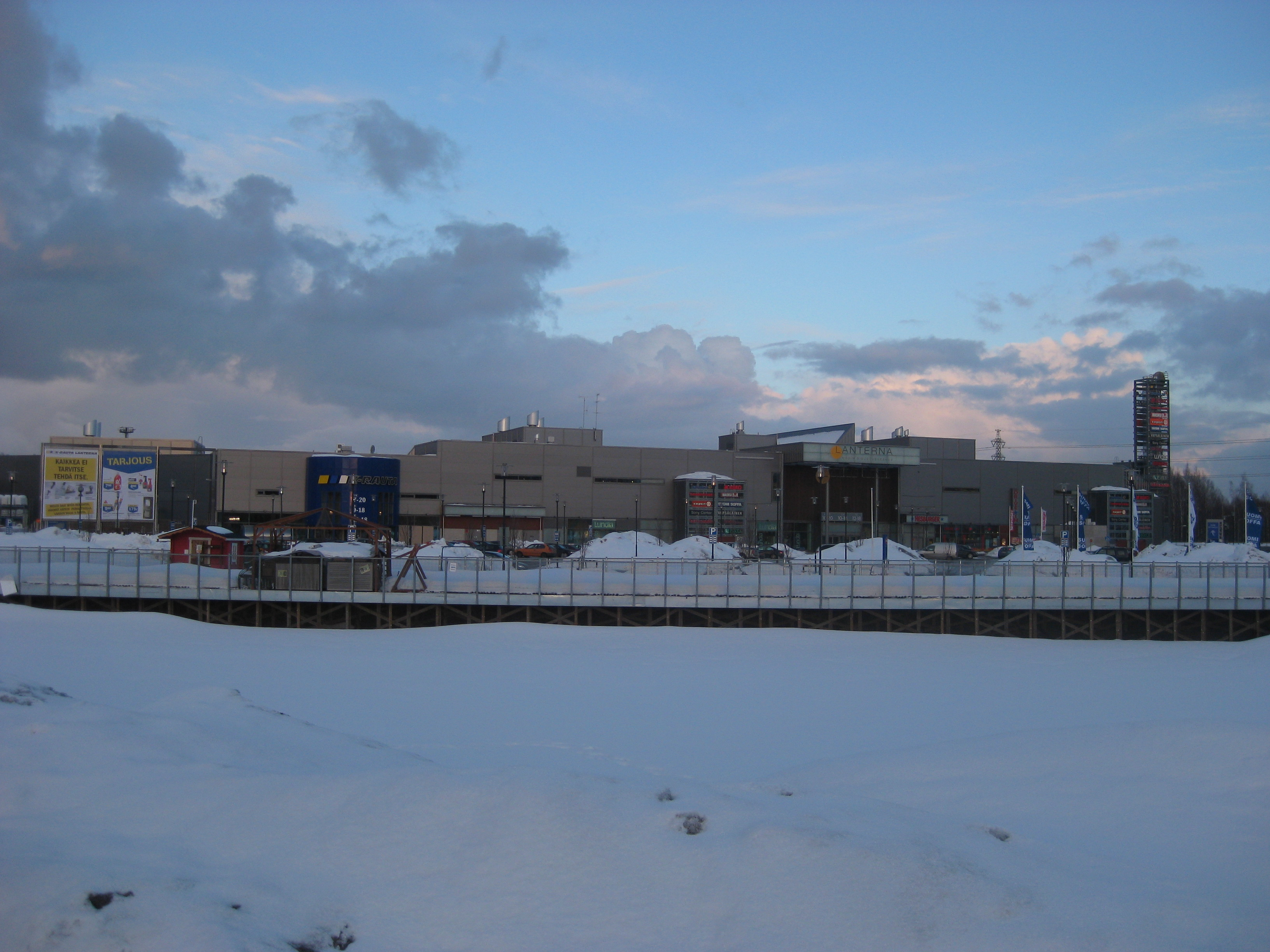
Le centre commercial Lanterna.